# Administration publique du Québec
 (janvier 2018).
Améliorez-le ou discutez des points à vérifier. 
L'Administration publique du Québec désigne les différents organismes qui composent la sphère exécutive du Québec. Elle comprend le gouvernement du Québec à proprement parler, les ministères québécois, les différentes administrations territoriales québécoises, les organismes sous la supervision du gouvernement et les entreprises publiques québécoises.
La Loi sur l'administration publique instaure le cadre de gestion qui concourt à l'imputabilité de l'Administration gouvernementale devant l'Assemblée nationale.

## Rôle des administrations publiques
Au Québec, pour la comptabilité nationale, les administrations publiques sont les unités institutionnelles dont la fonction principale est de produire des services non marchands, de réguler l'économie, ou d'effectuer des opérations de redistribution des revenus et des richesses. Elles tirent la majeure partie de leurs ressources des prélèvements obligatoires.

## Conseil du trésor
Le Conseil du trésor du Québec est un comité permanent du Conseil exécutif, qui est responsable de la fonction publique québécoise. « Il conseille le gouvernement au regard de la gestion des ressources budgétaires, humaines, matérielles et informationnelles de l’État ».

## Catégories d'administration
Le secteur des administrations publiques se regroupent en trois catégories, qui comprennent des collectivités publiques et organismes divers, qui peuvent également être des établissements publics.

### Administrations publiques centrales
Les administrations publiques centrales se composent de l'État et des organismes divers d'administration centrale. Ces derniers comprennent, par exemple, le Centre de recherche industrielle du Québec (CRIQ) et l'Office québécois de la langue française (OQLF). Ils résultent, soit de :
- la déconcentration des services publics : le cas échéant, ce sont des organismes dépourvus de la personnalité juridique, tels que la Régie de l'énergie et la Sûreté du Québec (SQ), ou;
- la décentralisation technique (ou délégation) : le cas échéant, ce sont des personnes morales de droit public, à l'image de l'Autorité des marchés financiers (AMF), de la Commission des normes du travail et de la Société de développement des entreprises culturelles (SODEC).

Les administrations centrales ont une compétence fonctionnelle à l'échelle nationale.

### Administrations publiques territoriales
Les administrations publiques territoriales se composent des collectivités territoriales (ex.: municipalités locales et municipalités régionales de comté) et des organismes divers d'administration territoriale, tels que les centres locaux de développement (CLD) et sociétés de développement commercial (SDC). Elles ont une compétence fonctionnelle sur un territoire délimité, qui résulte de la décentralisation politique — ou dévolution — des services de l'État.

### Administrations de sécurité sociale

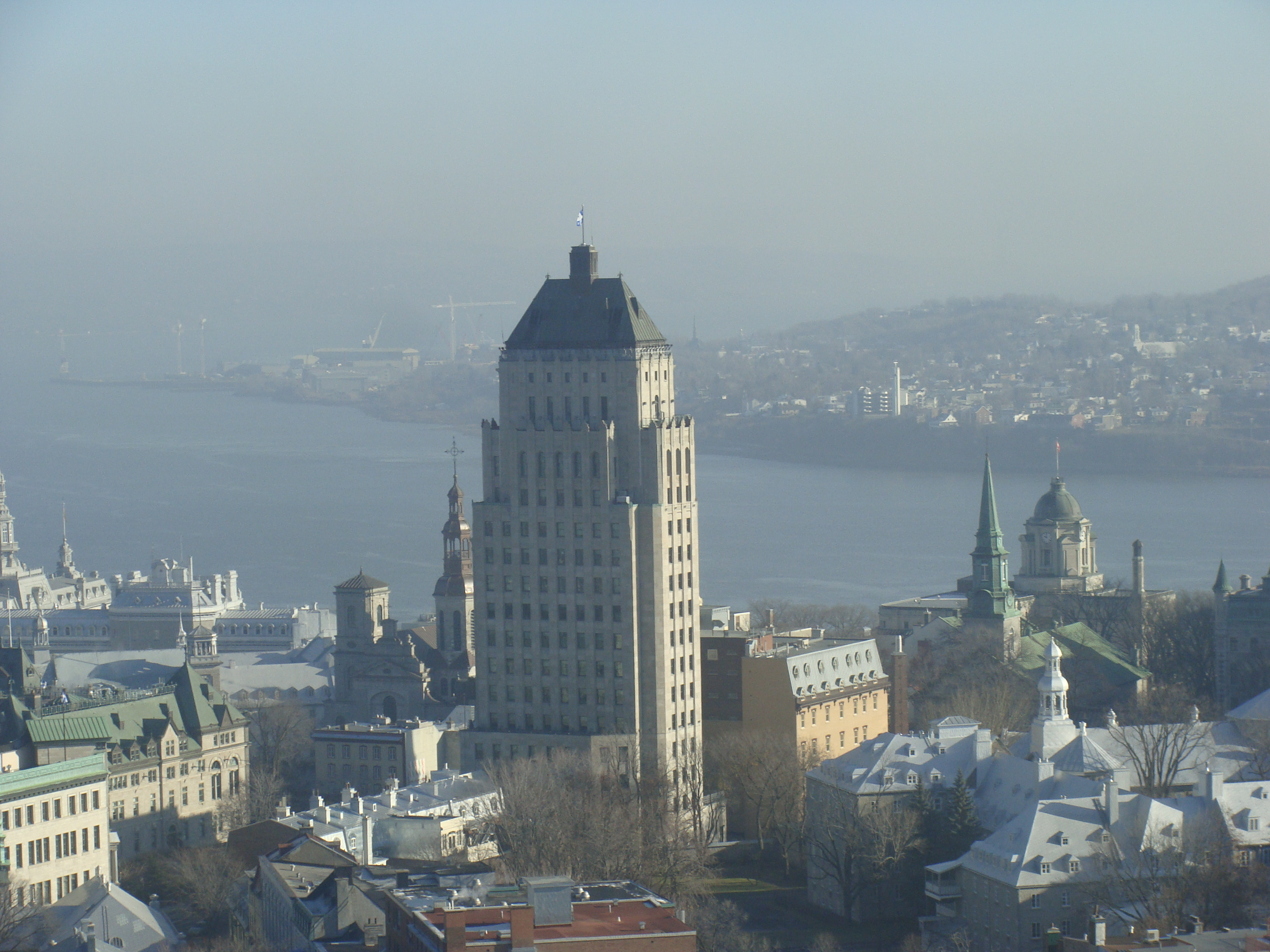
L'édifice Price, siège social de la Caisse de dépôt et placement et résidence officielle du Premier ministre.

Les administrations de sécurité sociale sont des unités institutionnelles qui distribuent des prestations sociales à partir de prélèvements obligatoires, contribuant ainsi à la protection sociale.
Elles se composent d'organismes divers d'administration de l'assurance sociale, tels que la Caisse de dépôt et placement du Québec, la Commission des normes, de l'équité, de la santé et de la sécurité du travail (CNESST), la Régie de l'assurance-maladie du Québec (RAMQ), la Société de l'assurance automobile du Québec (SAAQ) et la Société d'habitation du Québec.
Elles peuvent avoir une compétence fonctionnelle à l'échelle nationale et/ou sur un territoire délimité. Leurs services peuvent également s'appliquer à toutes communautés d'intérêts particulières, tels que les cotisants au régime de rentes du Québec (RRQ).

## Organismes publics et parapublics
Outre l'État, les organismes québécois d'administration publique se regroupent en cinq catégories principales :
1. les organismes gouvernementaux, tels que l'Agence de l'efficacité énergétique, la Commission des droits de la personne et des droits de la jeunesse, le Conseil supérieur de l'éducation, l'Institut de la statistique, l'Office des professions, la Régie du logement, le Secrétariat aux affaires autochtones, la Société de télédiffusion du Québec (Télé-Québec) et le Tribunal administratif ;
2. les organismes judiciaires, tels que les établissements de détention et tribunaux judiciaires ;
3. les organismes municipaux, tels que les conseils d'agglomération, conseils d'arrondissement, conseils de quartier, conseils municipaux, offices municipaux d'habitation et régies intermunicipales ;
4. les organismes parapublics, tels que les établissements d'enseignement, de santé et de services sociaux, les ordres professionnels et organismes d'auto-règlementation, ainsi que ;
5. les organismes scolaires, tels que les commissions scolaires et établissements d'enseignement.

Ces organismes peuvent regrouper des administrations publiques de nature diverse. Par exemple, les organismes scolaires regroupent les cégeps et universités qui sont des administrations centrales, ainsi que les commissions scolaires qui sont des collectivités territoriales. De même, les organismes gouvernementaux comprennent, par exemple, le Bureau d'audiences publiques sur l'environnement (BAPE) qui est une administration centrale, ainsi que l'Aide financière aux études (AFE) qui est une administration de sécurité sociale.

## Entreprises publiques et privées

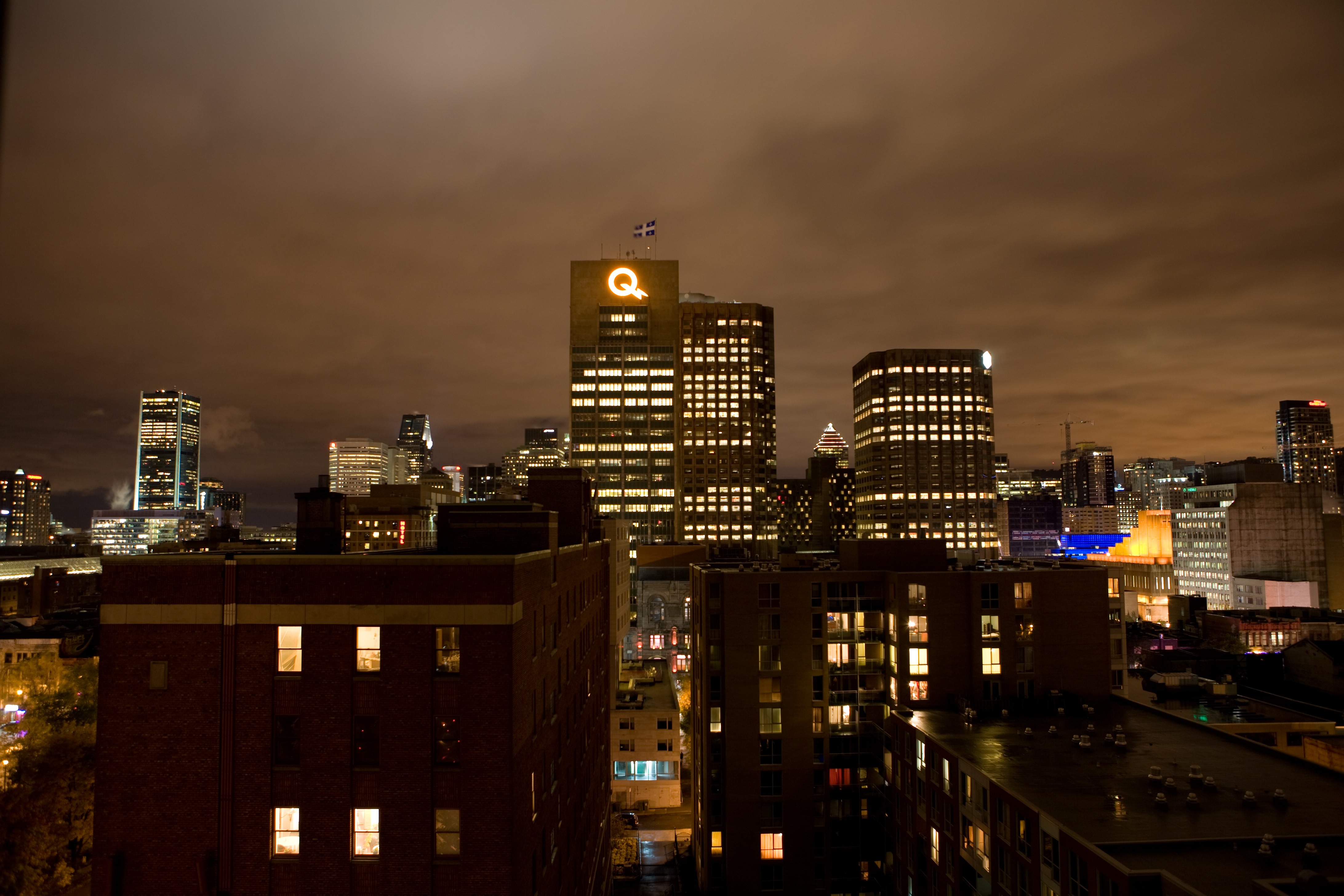
L'édifice Hydro-Québec, siège social de la société d'État éponyme, à Montréal.

Les entreprises publiques sont des entités distinctes des administrations publiques. Ce sont des compagnies à fonds social qui résultent d'une décentralisation structurelle — ou privatisation —, qui peut être conduite à la suite d'une expropriation pour cause d'utilité publique, monopolisation d'un secteur économique ou politique d'intervention. Bien que de droit privé, elles composent toutefois la sphère publique ; leur actionnaire majoritaire étant une personne morale de droit public.
Les entreprises publiques sont communément désignées sous l'appellation « société d'État » lorsqu'elles relèvent du gouvernement. Elles regroupent des organisations commerciales et industrielles, telles que la Commission hydroélectrique du Québec (Hydro-Québec), la Société des alcools du Québec (SAQ) et la Société des loteries du Québec (Loto-Québec).
L'Assemblée nationale peut également conférer à des organismes privés la gestion d'entreprises publiques, telles que le Capital régional et coopératif Desjardins et le Fonds de solidarité FTQ.
Les administrations publiques peuvent également faire appel à des entreprises privées, telles qu'à la Société de protection des forêts contre le feu (SOPFEU), afin de conduire une activité basée sur le partenariat public-privé (PPP). À l'occasion, la loi reconnaît la qualité d'utilité publique à certains établissements privés, tels qu'aux centres de la petite enfance (CPE).